# ودا (فیلم)
ودا (به هندی: Vedaa) یک فیلم اکشن، درام و جنایی هندی محصول سال ۲۰۲۴ به کارگردانی نیکیل آدوانی است. در این فیلم بازیگرانی همچون جان آبراهام، شارواری، تمنا باتیا، آبیشک بانرجی و اشیش ویدیارتی ایفای نقش کرده‌اند.
ودا در ۱۵ آگوست ۲۰۲۴، مصادف با روز استقلال (هند)، با نظرات متفاوت منتقدان منتشر شد و تبدیل به یک بمب گیشه شد.

## داستان
ودا بروا، دانشجوی حقوق دالیت، با خانواده‌اش در بارمر، راجستان، جایی که جیتندار پراتاپ سینگ رئیس ۱۵۰ روستا است، زندگی می‌کند. ودا همیشه توسط افراد طبقه بالا به دلیل تبعیض طبقاتی مورد سوء استفاده و شکنجه قرار می‌گیرد. ودا می‌فهمد که برادر جیتندرا، سویوگ پراتاپ سینگ، یک باشگاه بوکس در کالج سازماندهی کرده است و تصمیم می‌گیرد برای محافظت از خانواده‌اش، خود را در بوکس آموزش دهد.

## ساخت
فیلمبرداری در ۲۰ ژوئن ۲۰۲۳ در راجستان آغاز شد. فیلمبرداری در دسامبر ۲۰۲۳ در کشمیر به پایان رسید.

## بازخوردها
ودا نقدهای متفاوتی دریافت کرد. در وب‌سایت جمع‌آوری نقد راتن تومیتوز از ۹ نقد منتقد، با میانگین امتیاز ۵٫۶ از ۱۰ مثبت است.